# Phacellus
Phacellus is een kevergeslacht uit de familie van de boktorren (Cerambycidae). De wetenschappelijke naam van het geslacht werd voor het eerst geldig gepubliceerd in 1835 door Dejean.

## Soorten
Phacellus omvat de volgende soorten:
- Phacellus boryi (Gory, 1832)
- Phacellus castaneus Monné, 1979
- Phacellus cuvieri Buquet, 1851
- Phacellus dejeanii Buquet, 1838
- Phacellus fulguratus Monné, 1979
- Phacellus latreillei Buquet, 1838
- Phacellus plurimaculatus Galileo & Martins, 2001